# Antoni Kaflowski
Antoni Kaflowski (ur. 12 kwietnia 1892 w Sokołowie, zm. ?) – major piechoty Wojska Polskiego.

## Życiorys
Antoni Kaflowski urodził się 12 kwietnia 1892 w Sokołowie, w ówczesnym powiecie stryjskim Królestwa Galicji i Lodomerii. W 1912 ukończył C. K. Gimnazjum w Stryju. 
W czasie I wojny światowej walczył w szeregach cesarskiej i królewskiej armii. W latach 1917–1918 był oficerem c. i k. 73 pułku piechoty. Na podporucznika rezerwy piechoty (niem. Leutnant)  został awansowany ze starszeństwem z 1 stycznia 1916, natomiast na  porucznika piechoty (niem. Oberleutnant) ze starszeństwem z 1 listopada 1916. 
Do października 1919 pełnił służbę w Żandarmerii Krajowej, a następnie (do końca 1920) był dowódcą plutonu żandarmerii polowej. W 1921, jako kapitan piechoty był referentem śledczym w 9 dywizjonie żandarmerii wojskowej, a jego oddziałem macierzystym był wówczas 10 pułku piechoty w Łowiczu. W tym samym roku został przeniesiony z żandarmerii do macierzystego 10 pułku piechoty i pełnił w nim tymczasowo obowiązki dowódcy batalionu sztabowego. W latach 1922–1923 dowodził kompanią strzelecką. 3 maja 1922 został zweryfikowany w stopniu kapitana ze starszeństwem z dniem 1 czerwca 1919 i 563. lokatą w korpusie oficerów piechoty. W lipcu 1924 został przeniesiony do 6 pułku strzelców podhalańskich w Samborze. W latach 1925–1926 był kwatermistrzem batalionu, a w 1926 adiutantem batalionu. 12 kwietnia 1927 awansował na majora ze starszeństwem z dniem 1 stycznia 1927 i 16. lokatą w korpusie oficerów piechoty. 23 maja 1927 otrzymał przeniesienie z 6 pspodh do 70 pułku piechoty w Pleszewie na stanowisko dowódcy II batalionu.
W kwietniu 1928 został przeniesiony do kadry oficerów piechoty z równoczesnym oddaniem do dyspozycji dowódcy Okręgu Korpusu Nr VII. W listopadzie 1928 otrzymał przeniesienie do 41 pułku piechoty w Suwałkach na stanowisko oficera sztabowego. W marcu 1929 został zwolniony z zajmowanego stanowiska i pozostawiony bez przynależności służbowej z równoczesnym przeniesieniem macierzyście do kadry i oddaniem do dyspozycji dowódcy Okręgu Korpusu Nr III. Z dniem 30 września 1929 został przeniesiony w stan spoczynku. W 1934 pozostawał w ewidencji Powiatowej Komendy Uzupełnień Stryj. Posiadał przydział do Oficerskiej Kadry Okręgowej Nr VI, do dyspozycji dowódcy Okręgu Korpusu Nr VI. Mieszkał w rodzinnym Sokołowie.

## Ordery i odznaczenia
Antoni Kaflowski w czasie służby w c. i k. armii został odznaczony:
- Krzyż Zasługi Wojskowej 3 klasy z dekoracją wojenną i mieczami („za szczególne czyny przed obliczem wroga”),
- Srebrny Medal Zasługi Wojskowej z mieczami na wstążce Krzyża Zasługi Wojskowej,
- Brązowy Medal Zasługi Wojskowej z mieczami na wstążce Krzyża Zasługi Wojskowej,
- Krzyż Wojskowy Karola[18].

14 września 1936 Komitet Krzyża i Medalu Niepodległości odrzucił wniosek o nadanie mu tego odznaczenia „z powodu braku pracy niepodległościowej”.